# Culicula rufa
Culicula rufa là một loài bướm đêm trong họ Noctuidae.